# Philodendron laticiferum
Philodendron laticiferum är en kallaväxtart som beskrevs av Thomas Bernard Croat och M.M.Mora. Philodendron laticiferum ingår i släktet Philodendron och familjen kallaväxter. Inga underarter finns listade.